# Pwllheli
Pwllheli (uttalas enligt IPA [pʊɬhɛlɪ]) är en ort och community på Llŷnhalvön i nordvästra Wales. Befolkningen är huvudsakligen kymrisktalande, och det walesiska nationalistpartiet Plaid Cymru grundades här. Pwllheli har 4 076 invånare enligt 2011 års folkräkning och ligger i grevskapet och kommunen Gwynedd.
Ortens namn betyder "saltvattenbassäng". Orten fick stadsrättigheter (borough charter) år 1355 av Edvard, den svarte prinsen, och varje onsdag hålls fortfarande en marknad. Den växte tack vare rederi- och fiskeindustrier.
Under 1890-talet utvecklades staden av Solomon Andrews, en affärsman från Cardiff. Hans arbete inkluderade en strandpromenad och ett bostadsområde kring denna, samt en spårväg mellan Pwllheli och Llanbedrog. Spårvägen var i bruk fram till 1927 då delar av spåret skadades kraftigt av en storm.